# Спас Еммануїл

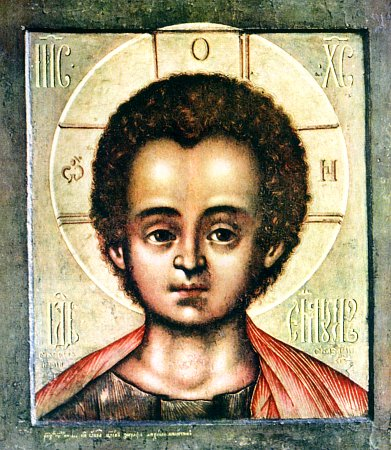
Спас Еммануїл. Симон Ушаков

Спас Еммануїл (Іммануїл), івр. עִמָּנוּאֵל‏ «з нами Бог» — іконографічний тип, який представляє Ісуса Христа в підлітковому віці.
За традиціями іконопису Ісуса Христа прийнято зображати у віці проповідництва — близько 30 років. Виняток із цієї традиції складають два типа ікон.
Перший тип. Різні варіації на сюжет Різдва. На іконах цього типу Ісус Христос зображується немовлям в яслах.
Другий тип. Ікони, що зображують Ісуса Христа в дитячому або підлітковому віці. Такі ікони відносяться до іконографії Спаса Еммануїла.
Іконографія Спаса Еммануїла заснована на окремих біблійних сюжетах і, з точки зору християнської догматики, неоднозначна.
Іконографічний образ Спаса Емманіула пов'язаний з пророцтвом Ісаї (Іс. 7:14):
- |  | «Тому сам Господь дасть вам знак: діва з дитиною, і вона народить сина, і назве його ім'я Іммануїл.» |

На рубежі Старого і Нового Завітів це пророцтво було приведено Ангелом Йосипу: «Народить же Вона Сина, і наречеш Йому ім’я Ісус, бо Він спасе людей Своїх від гріхів їхніх. Це ж усе сталося, щоб збулося сказане Господом через пророка, який говорить: ось Діва в утробі прийме й народить Сина, і наречуть ім’я Йому Еммануїл, що означає: з нами Бог.» (Мф. 1:23). Таким чином, образ Спаса Еммануїла стверджує, що Глава церкви, Ісус Христос, — Той Самий Месія, про пришестя Якого Бог повідомляв протягом усього Старозавітного періоду.
Образ Спаса Еммануїла підкреслює реальність з'єднання у Христі двох природ: Божественної і людської. Стверджуючи, що немовля Христос був і Істинним Богом, Царем Неба і землі, ікона викриває єресь Несторія, який заперечував Божество Ісуса до Хрещення. Образ також відтворює істину про реальність олюднення Сина Божого, відкидаючи при цьому єресь докетів, які намагалися довести, що Син Божий насправді не був людиною, а тільки примарно поставав перед людьми в людській подобі. Ікона ж ясно показує, що Христос жив і зростав як людина.
Тип Христа Еммануїла як самостійне зображення виник в VI столітті в мозаїках Сан-Вітале. Таке ж самостійне зображення цей іконографічний тип набуває в ранніх домонгольських оголовних «Ангельських» Деісусах, де Спас Еммануїл зображений з майбутніми ангелами. Тема Еммануїла, «народженого, нествореного», розвивалася в іконографії XIV століття у візантійському і балканському мистецтвах.
Ім'я Еммануїл присвоюється будь-яким зображенням Христа-отрока, як самостійним, так і в складі більш складних композицій ікон, як, наприклад, Богоматір з Немовлям (Ярославська Оранта, близько 1218 року, збори Третьяковської галереї), Собор Архангелів (XIV століття, Третьяковська галерея) та інші. У іконописі Київської Русі Спас Еммануїла найчастіше зустрічався в оплечному варіанті зображення (середина 3-частинного «Ангельського» деісуса (близько 1190 року, Третьяковська галерея).
Отрок Христос зображується в хітоні і гиматії, з сувоєм в руках. Образ Христа-отрока відзначений «печаткою духовної зрілості». Риси обличчя неоформлені, по-дитячому повні. Волосся хвилясті, високе чоло широке, погляд не за віком серйозний (ікона «Спас Еммануїл». Федір Романов, 1909 рік, Мстьора). Передача дітей як маленьких дорослих взагалі характерна для іконопису, але погляду Еммануїла властива особлива не дитяча серйозність. Упор на дитячі риси і «живоподобия» Немовля Христа проявляється з XIV в. під впливом західної живопису.

У російському іконописі Спас Еммануїла найчастіше зображують у оплечному варіанті, наприклад, в середині 3-частнинного «ангельського» деісуса (близько 1190 року, колекція Третьяковської галереї). Особливий розвиток отримали невеликі ікони Спаса Еммануїла в XVI столітті.

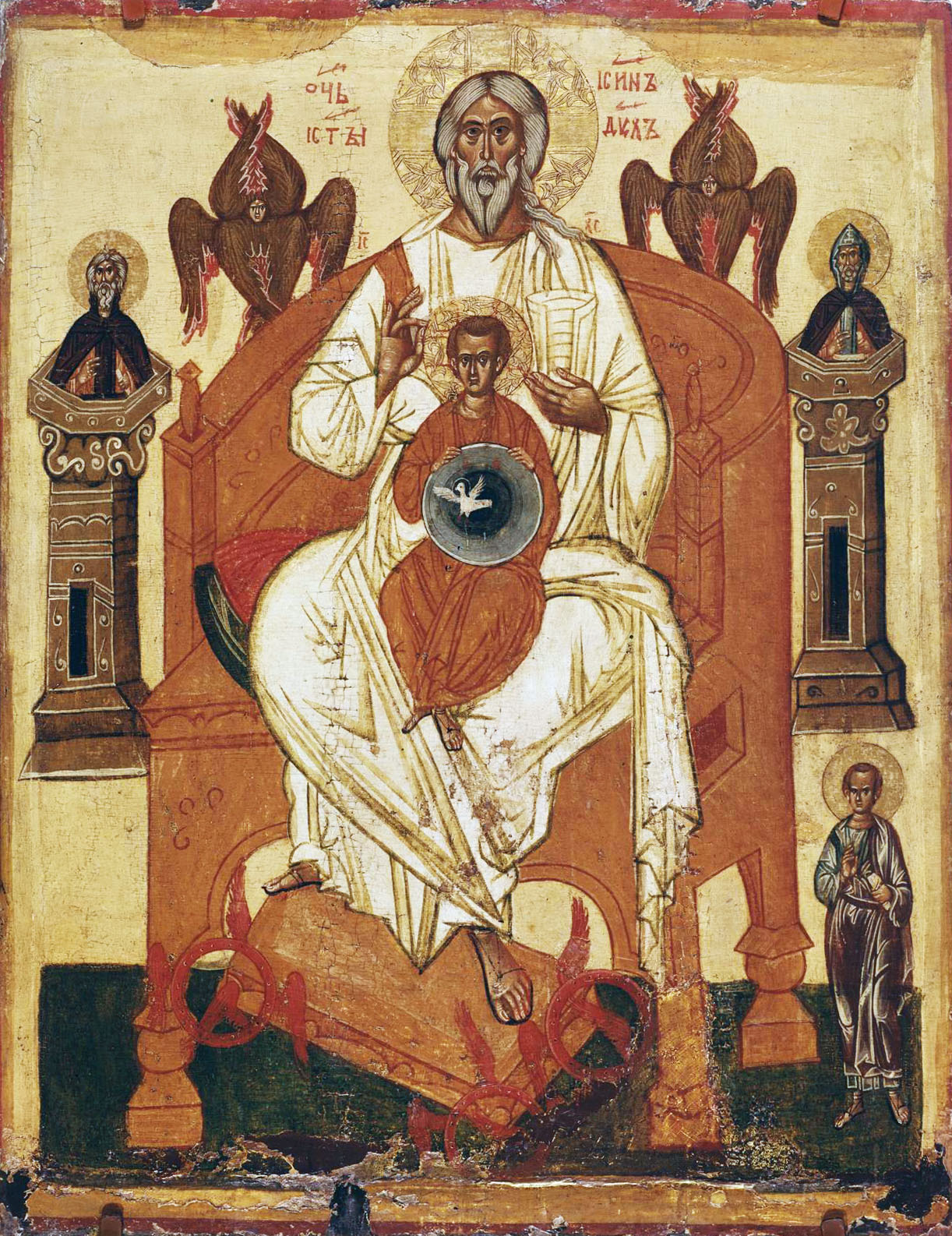
Еммануїл на іконі Отечество, «Трійця Новозавітна» Новгород, XIV ст.
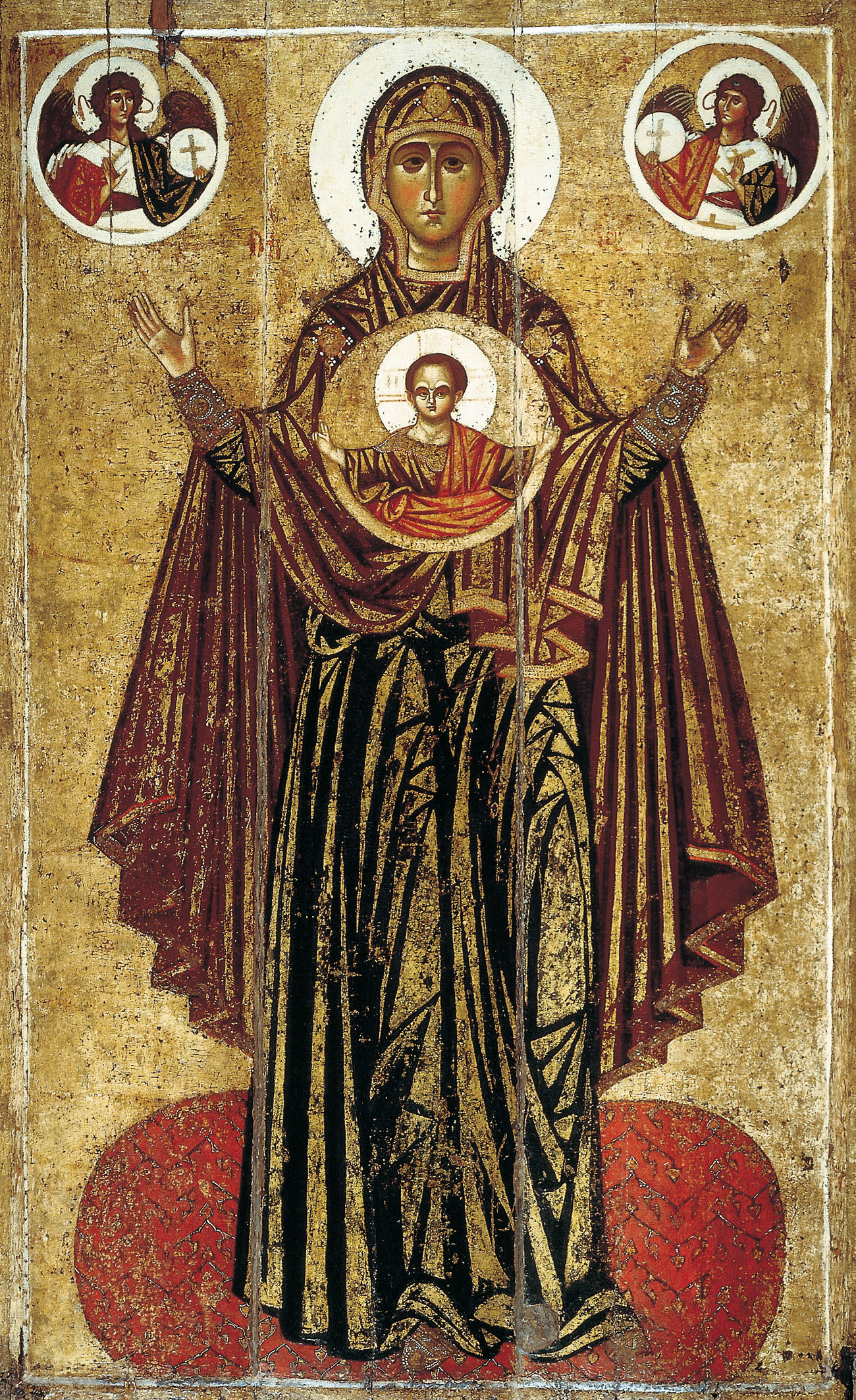
Еммануїл на іконі Богородиці Оранти, «Ярославска Оранта» Ярославль, Ок. 1218
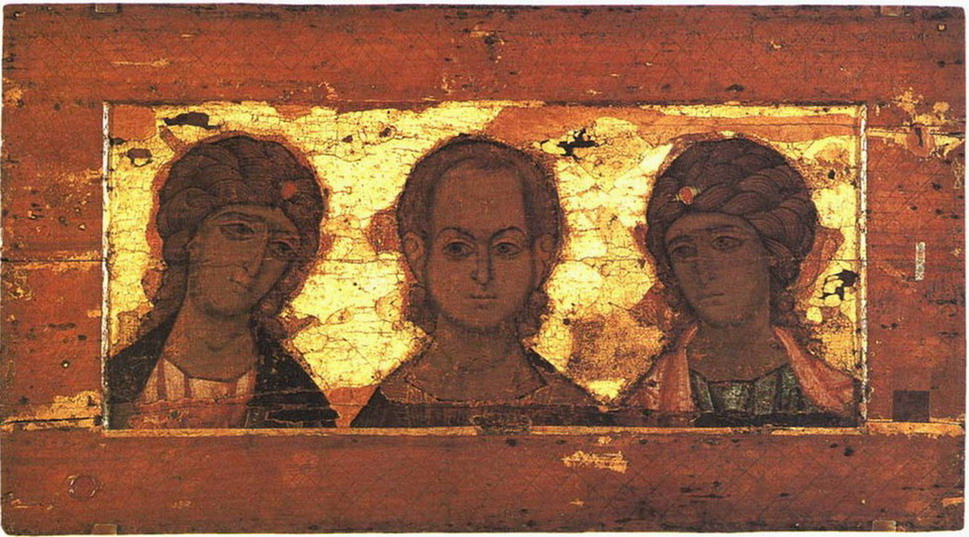
Спас Еммануїл з ангелами, «ангельский деісус» Володимир, Ок. 1190